# Котовское сельское поселение (Урицкий район)
Котовское се́льское поселе́ние — муниципальное образование в Урицком районе Орловской области Российской Федерации.
Административный центр — посёлок Заречный.

## История
Статус и границы сельского поселения установлены Законом Орловской области от 19 ноября 2004 года № 443-ОЗ «О статусе, границах и административных центрах муниципальных образований на территории Урицкого района Орловской области».

## Население
| 2010  | 2012  | 2013  | 2014  | 2015  | 2016  | 2017  |
| ----- | ----- | ----- | ----- | ----- | ----- | ----- |
| 1159  | ↗1178 | ↗1186 | ↘1171 | →1171 | ↗1177 | ↗1220 |
| 2018  | 2019  | 2020  | 2021  | 2023  |       |       |
| ↗1235 | ↗1261 | ↗1288 | ↘1212 | ↘1205 |       |       |

## Состав сельского поселения
| №  | Населённый пункт  | Тип населённого пункта          | Население |
| -- | ----------------- | ------------------------------- | --------- |
| 1  | Большевик         | посёлок                         | 19        |
| 2  | Большое Сотниково | деревня                         | ↗471      |
| 3  | Бутово            | деревня                         | 24        |
| 4  | Ванино            | деревня                         | 34        |
| 5  | Васильевка        | деревня                         | 44        |
| 6  | Воронцово         | посёлок                         | 11        |
| 7  | Восход            | посёлок                         | 7         |
| 8  | Горяново          | деревня                         | 62        |
| 9  | Заречный          | посёлок, административный центр | ↗164      |
| 10 | Котово            | деревня                         | 45        |
| 11 | Кулига            | деревня                         | 1         |
| 12 | Малое Сотниково   | деревня                         | 0         |
| 13 | Мелынки           | деревня                         | 1         |
| 14 | Моргаевка         | деревня                         | 4         |
| 15 | Наугорский        | посёлок                         | 0         |
| 16 | Погорелец         | деревня                         | 9         |
| 17 | Пригожевский      | посёлок                         | 0         |
| 18 | Пробуждение       | посёлок                         | 15        |
| 19 | Сергиевское       | село                            | 77        |
| 20 | Советский         | посёлок                         | 16        |
| 21 | Титово            | деревня                         | 34        |
| 22 | Титово-Матыка     | деревня                         | 58        |
| 23 | Тихий             | посёлок                         | 17        |
| 24 | Шамордино         | деревня                         | 27        |
| 25 | Щелкуново         | деревня                         | 17        |
| 26 | Ясная Поляна      | посёлок                         |           |